# 라미 (2003년)
라미(본명: 김성경, 2003년 3월 3일~)는 대한민국의 배우이자 모델이다.

## 생애
- 라미(본명 김성경)는 2003년 3월 3일 부산광역시에서 태어나 유년시절(2006년 6월경)에 경기도 수원시 영통구 원천동으로 이사를 가 신풍초등학교와 수원다산중학교를 거쳐 광교고등학교를 졸업하였고 SM 루키즈 멤버이자 밤이 되었습니다 박세은 역으로 출연하고 SMROOKIES 출신으로, 활동 전 아역 배우로 활동했다. 2013년 SMROOKIES로 공개되어 활발히 활동하였으나, 2020년 퇴사한 것으로 추측되었고 이후 별다른 활동이 없다가 SM엔터테인먼트 2022년 4분기 보고서 속 아티스트 계약 관련 표에 김성경(라미)로 이름이 적혀있어 다시 SM엔터테인먼트 소속임이 확인되었다.
- 2022년 12월 9일 SM엔터테인먼트가 배우로 데뷔하는 것이 맞다는 입장을 보이며 배우로 연예계 활동을 이어나갈 예정이다. 어린 시절부터 키즈모델 및 아역배우로 활동하였다. 아역배우로 활동했던 당시에는 대중들에게 널리 알려지지 않았지만, SM엔터테인먼트의 연습생 그룹인 프리데뷔팀 SMROOKIES의 최연소 멤버로 공개되며 세간에 이름을 알렸다.
- 2013년에 이수만에게 캐스팅된 후 같은 해 12월 SMROOKIES로 공개되었는데, 공개 당시 만 10살의 어린 나이였으며, 예명은 라미였다.
- 공개 당시에는 주로 만 10살이라는 어린 나이와 앳된 외모로 화제가 되었으나, 2015년 미키 마우스 클럽 출연 시에는 SM의 비주얼 계보를 이을 화려한 외모로 주목받아 널리 알려졌다. 아이돌이나 엔터계에 관심을 가진 사람이라면 누구나 라미를 알고 있을 정도.
- 2020년 SM엔터테인먼트에서 6년 만에 신인 걸그룹을 론칭한다고 밝혀 데뷔조 합류 여부가 주목되었으나, 같은 해 2월 같은 SMROOKIES 출신 지한솔처럼 개인 인스타그램이 개설되며 퇴사한 것으로 추측되었다.
- SM 루키즈의 초기 멤버인 만큼 인지도 높은 공개 연습생이었고 SM 걸그룹 비주얼 계보를 잇는 신인 걸그룹의 비주얼 멤버로 예상되었기에 꽤 이슈가 되었다. 2월 24일자로 고은과 함께 포털 사이트에서도 이름이 제외되어 여자 루키즈 팬덤에 큰 충격을 주었다. 라미의 인스타그램 개설 이후 마찬가지로 전 루키즈인 고은과 정연 역시 인스타그램을 개설했다.

## 드라마
- 2011년 MBC 반짝반짝 빛나는 - 한정원 역
- 2011년 KBS2 완벽한 스파이 - 이민정 역
- 2012년 MBS 나도 꽃 - 차봉선 역
- 2012년 SBS 다섯 손가락 - 홍다미 역
- 2012년 JTBC 아내의 자격 - 조윤민 역
- 2023년 ENA 오! 영심이 - 상은 역
- 2023년 u+tv 밤이 되었습니다 - 박세은 역

## 영화
- 2013년 영화 몽타주 - 서진 역
- 2013년 영화 열한시 - 영은 역

## 방송
- 디즈니+ 미키 마우스 클럽 - 고정출연
- MBC 샤이닝스타 - 녹음

## 광고
- 첵스초코 TV CF 출연
- 두산동아 TV CF 출연
- 삼성생명 TV CF 출연
- 미국산 쇠고기 TV CF 출연
- 윤선생 영어숲 TV CF 출연
- 튼튼영어 시안 광고 출연
- 홈플러스 키즈클럽 카탈로그 촬영

## 수상 경력
- 2010년 Asia Model Festival Award 신인 어린이 모델상
- 키즈플래닛 모델 대회
- 포토제닉상
- 수원 프리미엄 아울렛 제1회
- 모델 키즈 부분 대상
- 제 3회 사단법인 한국 모델협회 아이모델 대상
- 어린왕자, 장미공주 선발대회
- 1등 장미공주

## 학력
- 신풍초등학교 (졸업)
- 수원다산중학교 (졸업)
- 광교고등학교 (졸업)